# James Curtis Hepburn

Buste van James Curtis Hepburn

James Curtis Hepburn (Milton (Pennsylvania), 13 maart 1815 – East Orange (New Jersey), 11 juni 1911) was een Amerikaans zendeling en Azië-kenner. Hij studeerde geneeskunde aan de universiteiten van Princeton en Pennsylvania. 
Hepburn trok eerst naar Siam en wilde daarna naar China als medisch zendeling. Helaas moest hij tijdens de Opiumoorlog eerst twee jaar in Singapore blijven vooraleer hij China bereikte, vermits de Chinese havens gesloten waren voor vreemdelingen. 
Na vijf jaar zendelingswerk keerde hij in 1845 terug naar de Verenigde Staten waar hij in New York een praktijk opende.
In 1859 besloot hij om als medisch zendeling naar Japan te trekken, alwaar hij een kliniek opende in Kanagawa en later een school in Yokohama (de Hepburnschool, waarvan de huidige Meiji Gakuin Universiteit (明治学院大学) ontstond en waarvan hij de eerste decaan werd.) 
Hij begon bovendien een woordenboek Japans-Engels samen te stellen, dat voor het eerst werd gepubliceerd in 1867. De derde editie van 1887 gebruikte een herziene vorm van de Japanse transcriptiemethode die werd ontwikkeld door een vereniging van enthousiastelingen voor het schrijven van het Japans in Latijns schrift. Deze transcriptiemethode wordt tegenwoordig het hepburnsysteem genoemd. Vaak wordt beweerd dat Hepburn het zou hebben ontwikkeld, wat echter niet strookt met de waarheid. Hij is wel verantwoordelijk voor het verspreiden ervan.
Hepburn was ook nauw betrokken bij de vertaling van de Bijbel naar het Japans. 
In 1892 keerde hij terug naar de VS, alwaar hij in september 1911 op 96-jarige leeftijd stierf in East Orange.